# Уманский, Михаил Васильевич
Михаил Васильевич Уманский (урождённый Маврикий Карлович Гюнзберг; 1899 — 1937) — советский разведчик, старший лейтенант государственной безопасности. Брат советского разведчика Б. К. Илька.

## Биография
Родился в еврейской семье. В 1918−1919 член Бунда, 1920 состоял в коммунистическую партию Галиции. С 1921 на работе в органах государственной безопасности, сотрудник ИНО ВЧК. В 1926 вступил в РКП(б). Занимался разведывательной деятельностью во Франции и других странах Европы. До ареста 27 апреля 1937 работал заместителем заведующего отделом фотохроники «Союзфото», через которое занимался доставкой советского оружия в воюющую республиканскую Испанию. 20 июня 1937 осуждён к ВМН в особом порядке комиссией генерального комиссара Н. И. Ежова (НКВД СССР), Прокурора СССР А. Я. Вышинского (Прокуратура СССР) и председателя Военной коллегии Верховного суда В. В. Ульриха (ВКВС СССР). На следующий день расстрелян на территории Донского кладбища в Москве. При этом до 19 августа 1937 числился как заместитель начальника 1-го отделения 5-го отдела ГУГБ НКВД СССР. 15 сентября 1961 посмертно реабилитирован определением Военной коллегии Верховного суда СССР.

### Звания
- старший лейтенант государственной безопасности (5 декабря 1935).[2]

### Награды
Сведения о наградах отсутствуют.